# Don Taylor (jogador de críquete)
Donald Dougald Taylor (Auckland, 2 de março de 1923 - 5 de dezembro de 1980) foi um jogador de críquete da Nova Zelândia.